# Le Buisson-de-Cadouin
Le Buisson-de-Cadouin ist eine französische Gemeinde mit 1954 Einwohnern (Stand 1. Januar 2022) im Département Dordogne in der Region Nouvelle-Aquitaine. Sie gehört zum Arrondissement Bergerac und zum Kanton Lalinde. Die Gemeinde liegt an der Dordogne.

## Geschichte
1893 änderte die Gemeinde Cabans ihren Namen in Le Buisson. 1960 schlossen sich die Gemeinden Cussac und Le Buisson zur Gemeinde Le Buisson-Cussac zusammen. 1974 wurden die Gemeinden Cadouin, Le Buisson-Cussac, Paleyrac und Urval zur neuen Gemeinde Le Buisson-de-Cadouin zusammengefasst. Die Gemeinde Urval wurde 1989 wiederhergestellt.
| Jahr      | 1962 | 1968 | 1975 | 1982 | 1990 | 1999 | 2006 | 2016 |
| Einwohner | 2029 | 2062 | 2078 | 2061 | 2003 | 2075 | 2168 | 1962 |

## Sehenswürdigkeiten
Die im Ort Cadouin befindliche Abtei Cadouin wurde Anfang des 12. Jahrhunderts gegründet und ist ein Teil des UNESCO-Welterbes „Wege der Jakobspilger in Frankreich“.

Abtei Cadouin
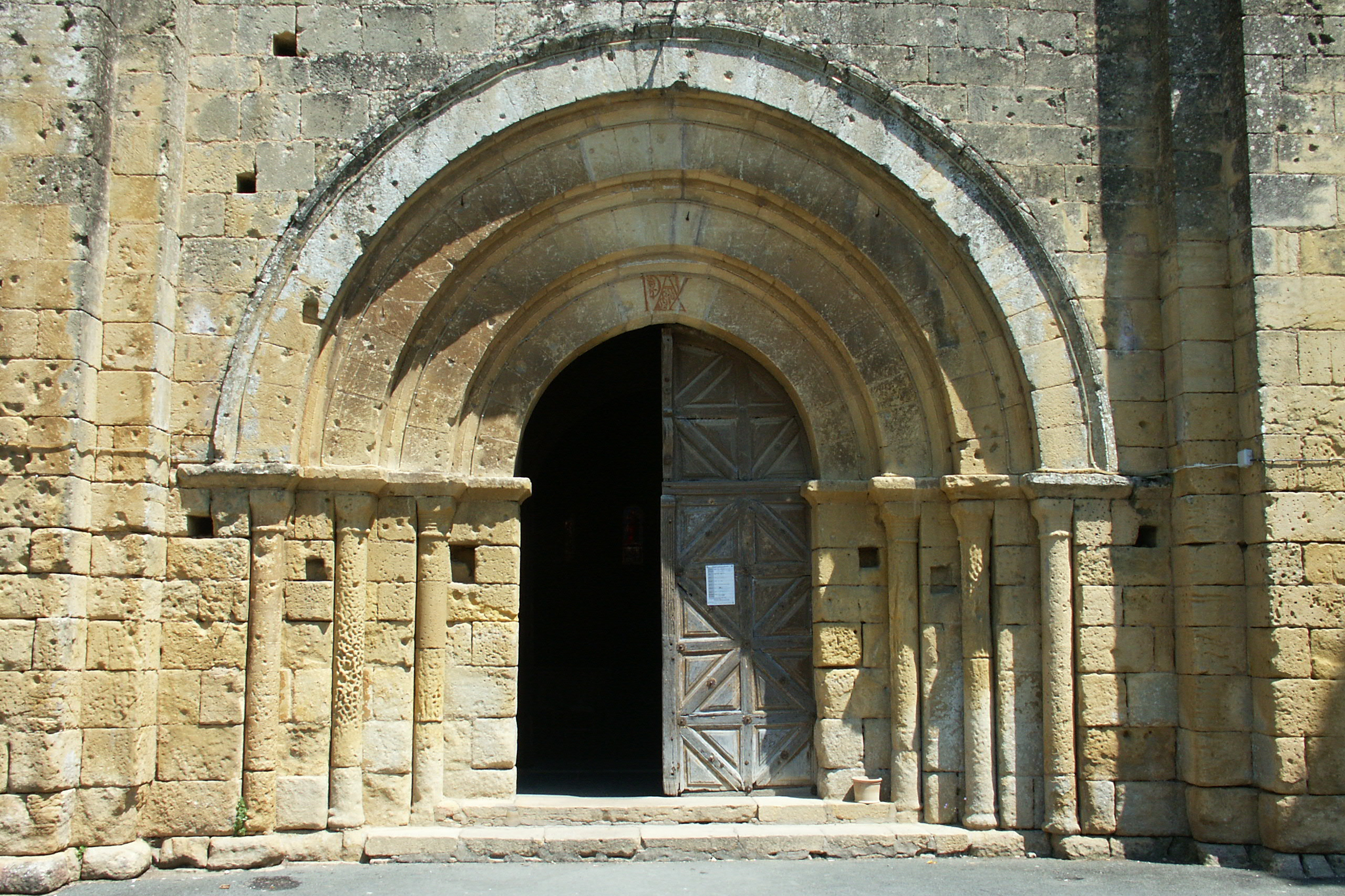
Portal
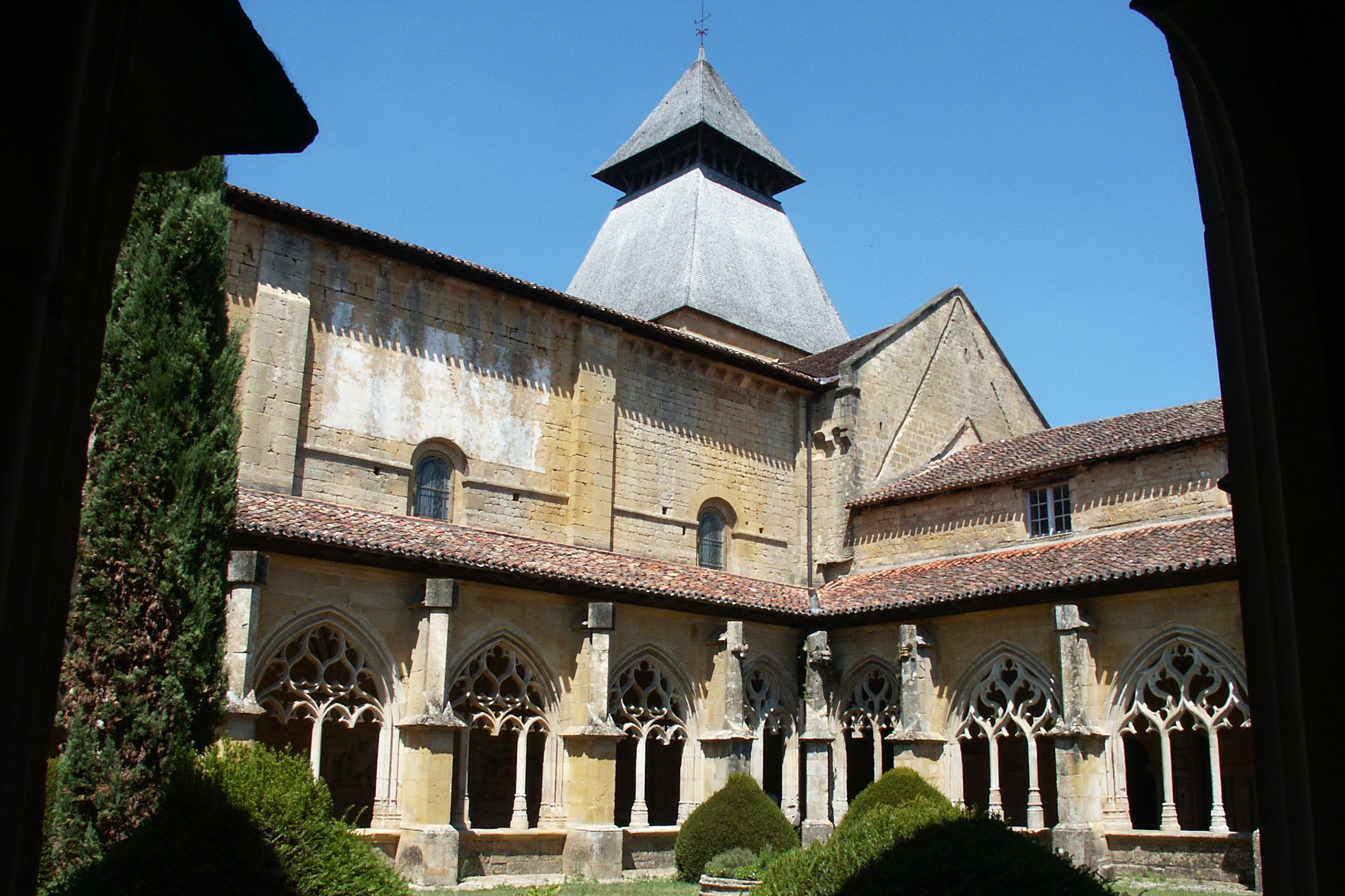
Kirche und Kreuzgang
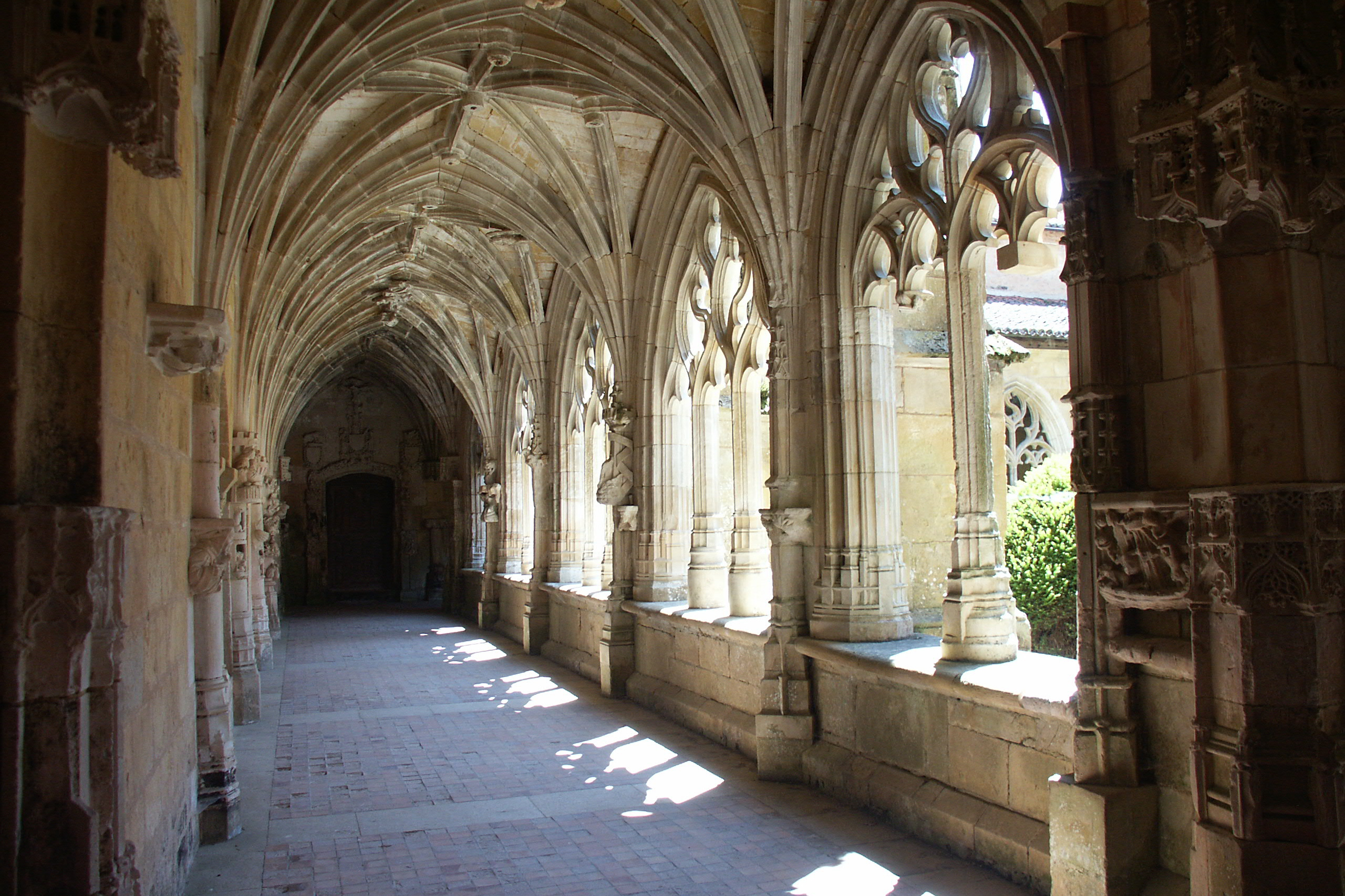
Kreuzgang
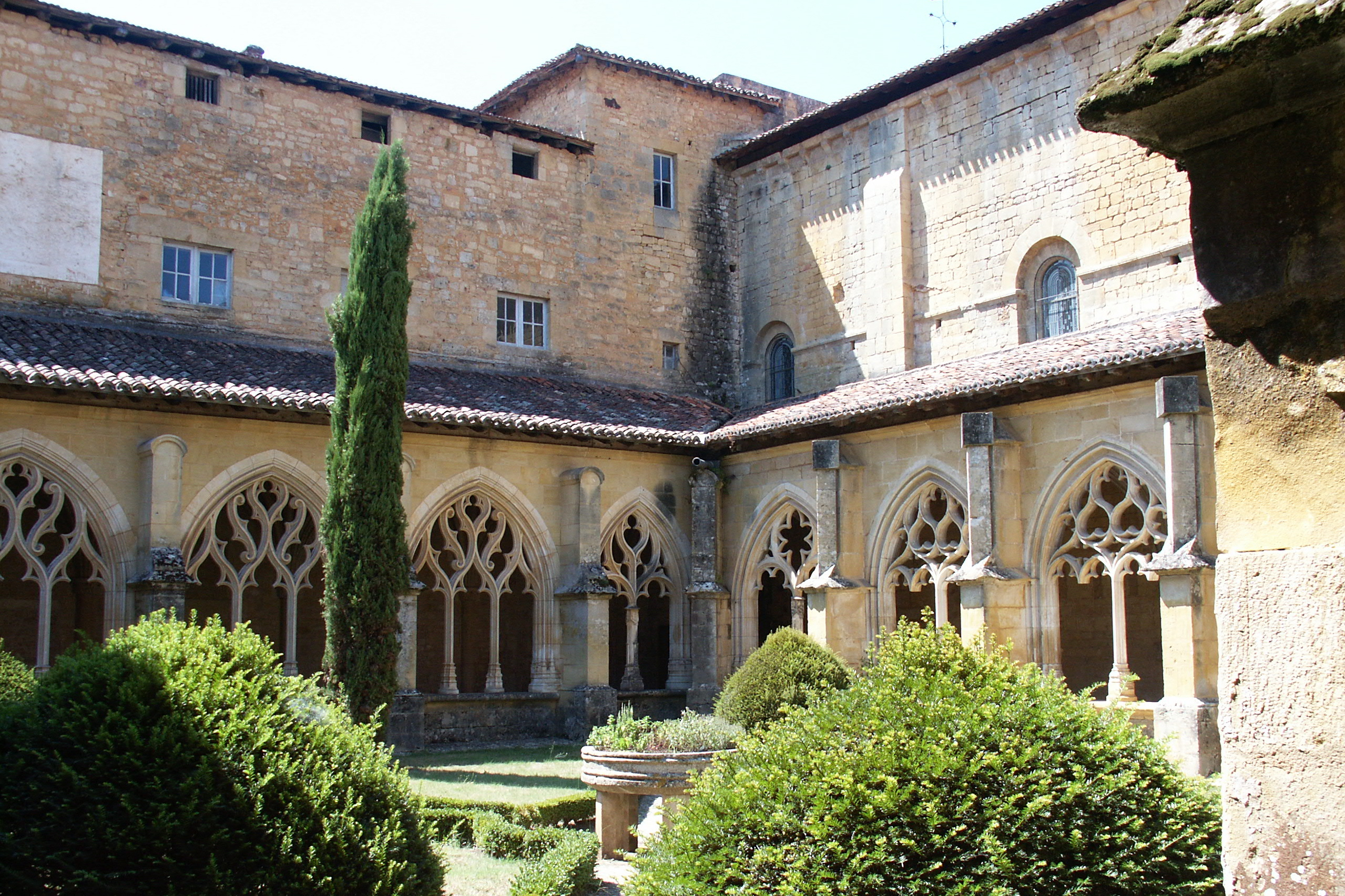
Kreuzgang